# Tribunal des plaintes communes de Pennsylvanie

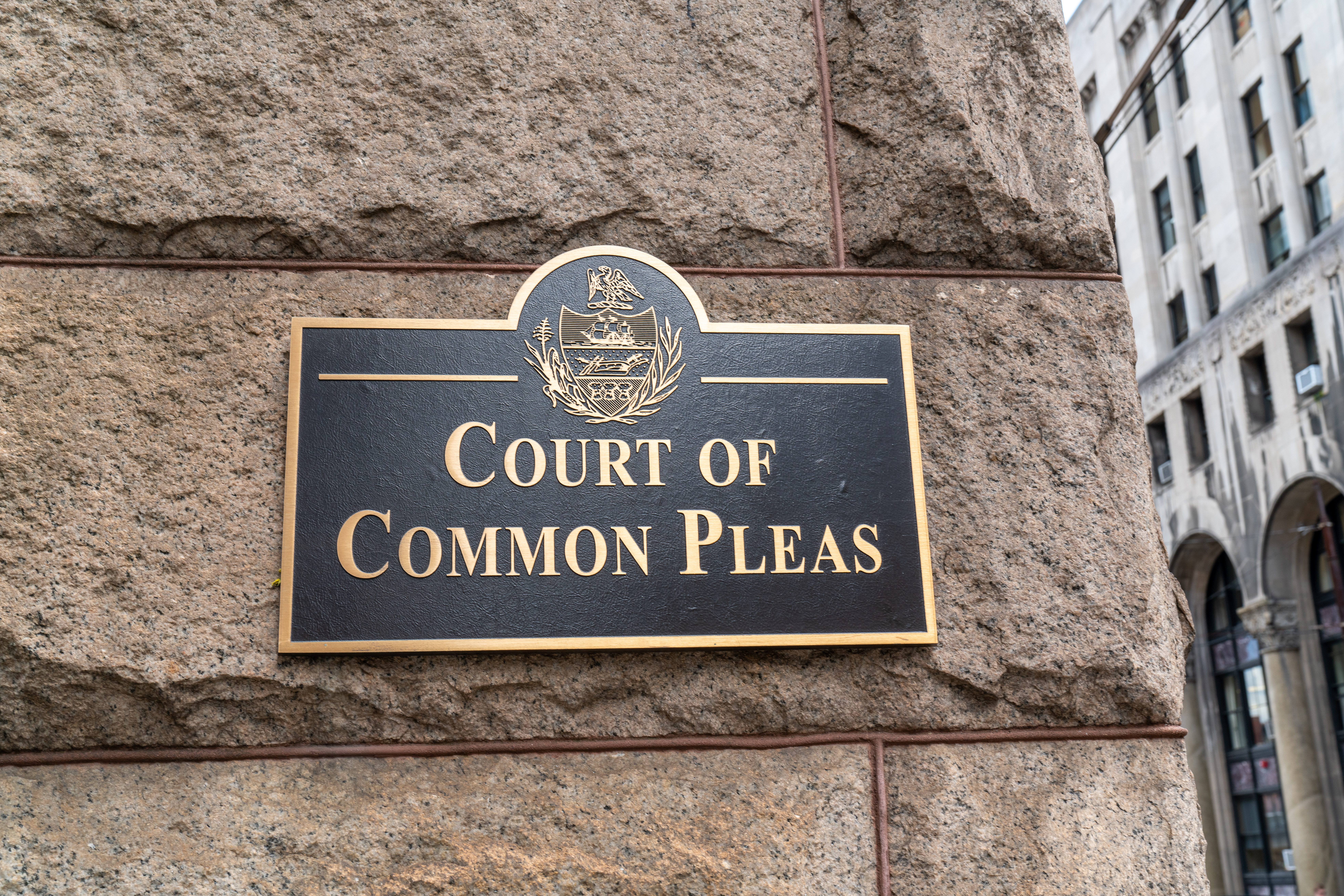
Plaque indiquant le tribunal des plaintes communes de Pennsylvanie à Pittsburgh

En Pennsylvanie , un tribunal des plaintes communes est un tribunal de première instance du système judiciaire unifié de Pennsylvanie (le système judiciaire de l’État ). 
Les tribunaux des plaintes communes sont les tribunaux de première instance de juridiction générale dans l'État.
Ils traitent des affaires civiles avec un nombre important de litiges et de jugements pour des crimes importants. Ils ont juridiction sur tous les cas qui ne relèvent pas expressément d'une autre cour. Ils ont aussi fonction de seconde instance pour les jugements relevant des condamnations mineures (qui comprennent les tribunaux de district judiciaire dans tous les comtés sauf Philadelphie, de la Cour municipale de Philadelphie ainsi que du tribunal municipal de Pittsburgh). Ils traitent aussi des appels de certains organismes d’État et de la plupart des organismes gouvernementaux locaux. 
Les tribunaux sont créés par l’article V, section 5, de la Constitution de Pennsylvanie : "Il doit exister un tribunal des recours communs pour chaque arrondissement judiciaire (a) qui doit disposer du nombre de subdivisions et de juges prévus par la loi et (b) jouir d'une compétence initiale illimitée dans tous les cas sauf si la loi en dispose autrement. " 
Les tribunaux de plaintes communes sont organisés en 60 districts judiciaires, 53 comprenant l'un des 67 comtés de Pennsylvanie et sept comprenant deux comtés. 
Chaque district compte de 1 à 101 juges. Les juges des tribunaux des plaintes communes sont élus pour un mandat de 10 ans. Un juge président et un administrateur judiciaire siègent dans chaque district judiciaire. Dans les circonscriptions comptant sept juges ou moins, le juge président est celui qui a le plus d'ancienneté. Dans les circonscriptions comptant huit juges ou plus, le juge président est élu pour cinq ans par le tribunal.

## Districts judiciaires
1. Philadelphia County
2. Lancaster County
3. Northampton County
4. Tioga County
5. Allegheny County
6. Erie County
7. Bucks County
8. Northumberland County
9. Cumberland County
10. Westmoreland County
11. Luzerne County
12. Dauphin County
13. Greene County
14. Fayette County
15. Chester County
16. Somerset County
17. Snyder County and Union County
18. Clarion County
19. York County
20. Huntingdon County
21. Schuylkill County
22. Wayne County
23. Berks County
24. Blair County
25. Clinton County
26. Columbia County and Montour County
27. Washington County
28. Venango County
29. Lycoming County
30. Crawford County
31. Lehigh County
32. Delaware County
33. Armstrong County
34. Susquehanna County
35. Mercer County
36. Beaver County
37. Forest County and Warren County
38. Montgomery County
39. Franklin County and Fulton County
40. Indiana County
41. Juniata County and Perry County
42. Bradford County
43. Monroe County
44. Sullivan County and Wyoming County
45. Lackawanna County
46. Clearfield County
47. Cambria County
48. McKean County
49. Centre County
50. Butler County
51. Adams County
52. Lebanon County
53. Lawrence County
54. Jefferson County
55. Potter County
56. Carbon County
57. Bedford County
58. Mifflin County
59. Cameron County and Elk County
60. Pike County